# Pokrytectví

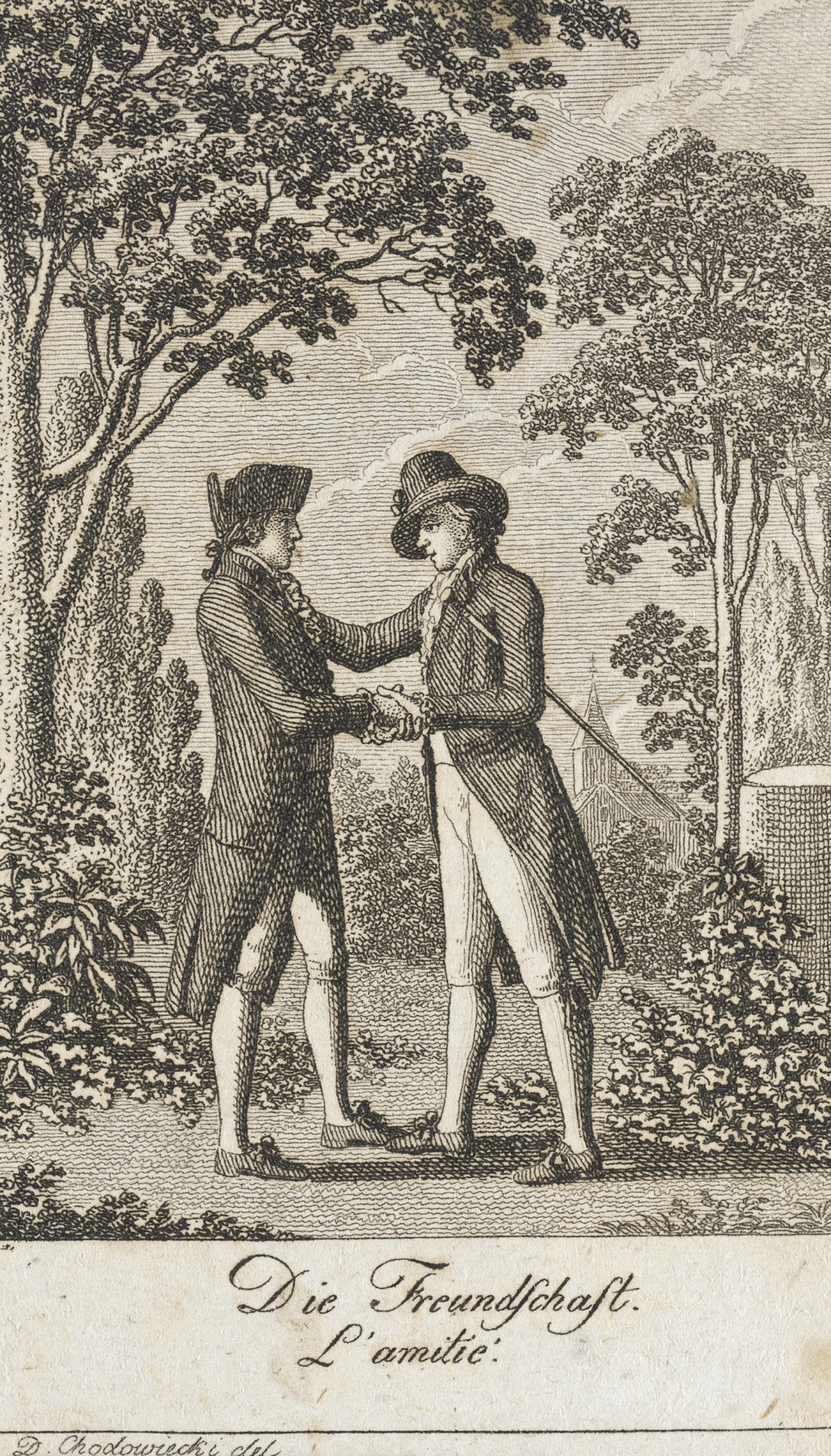
Dvě ilustrace na téma „Uprightness and Hypocrisy“ (Upřímnost a pokrytectví). Obě ilustrace jsou z německého kalendáře na rok 1794.

Pokrytectví, též licoměrnost či přetvářka.
Může se projevovat jako rozpor mezi vědomým chováním osoby a jejím vnitřním přesvědčením.
Slovo pokrytec nalezneme už v Bibli, např. ve starozákonní Knize žalmů a mnohem častěji v Novém zákoně. Z evangelistů jej používal nejvíce svatý Matouš. Dle jeho slov Ježíš Kristus pranýřoval nejenom skrývání zlých úmyslů, ale také na odiv stavěnou přehnanou zbožnost, která však nebyla skutečnou vírou v Boha.

## Etymologický význam slova
Samotné slovo pochází z řeckého hypokrites označujícího herce. Herci měnící své kostýmy a masky během představení se postupem času stali symbolem přetvářky. V řadě jazyků je proto hypokrita a odvozená slova (např. anglický a francouzský hypocrite, španělský hipócrita či italský ipocrita) označením pro pokrytce. Slovanské jazyky naopak používaly slovo licoměrník a jemu podobné výrazy (např. srbský licemer, chorvatský licemjer či polský licemiernik). Avšak zatímco později např. srbština od licemera přešla k hipokritovi, čeština si překloněním slova pokrýt (kdo se pokrývá přetvářkou) vytvořila vlastní výraz – pokrytec.

## Problémy ve stanovení přesného významu
Stejně jako tomu je u dalších výrazů morálního charakteru, narazíme při pokusu o přesné vymezení pojmu pokrytectví na několik problémů. Za pokrytce lze pokládat člověka jednajícího vědomě či nevědomě v rozporu se svými skutečnými nebo prezentovanými zásadami. Toto vymezení zahrnuje několik možností:
- Osoba s plným vědomím jedná v rozporu se svými vnitřními i prezentovanými zásadami. Např. hlásá a je vnitřně ztotožněna s vegetariánstvím, ale maso jí. Jde o nejčistší formu pokrytectví.
- Osoba jedná v plném rozporu s prezentovanými zásadami, ale v souladu s vnitřním přesvědčením. Např. hlásá, že jíst maso je nemorální, ale činí tak v rozporu se svým vnitřním přesvědčením proto, aby se zalíbila sociální skupině vegetariánů. Přesto maso konzumuje. V tomto případě lze jednání označit za pokrytecké či vypočítavé.
- S velkými problémy se setkáme u jednání, které je v souladu s prezentovanými zásadami, ale v rozporu s vnitřním přesvědčením. Např. pokud osoba ostatním předkládá nepravdivé hodnoty, ale protože nemá odvahu jednat podle vlastních zásad, řídí se těmi, které hlásá. Zde sice osoba o svém přesvědčení klame, ale o pokrytectví se nejedná a jednat nemůže. Rozpor mezi vnitřním přesvědčením a chováním totiž v tomto případě může odhalit pouze osoba sama, nikoliv její okolí. Pokud ale k veřejnému odhalení dojde, lze osobu za pokryteckou považovat.
- Osoba nevědomky jedná v rozporu se svými vnitřními i prezentovanými zásadami. Např. veřejně uznává a vnitřně se ztotožňuje s vegetariánstvím, ale jí ústřice, které za maso nepovažuje. Zde pokrytectví může odhalit pouze pohled další osoby.